# Hermann de Buhr
Hermann de Buhr (* 13. September 1939 in Jheringsfehn, Ostfriesland) ist ein deutscher Historiker.

## Leben
Hermann de Buhr wurde 1967 an der Universität Hamburg promoviert. 1976 erfolgte seine Habilitation an der Gesamthochschule Wuppertal. Seit 1981 war er Professor für Mittlere und Neuere Geschichte unter besonderer Berücksichtigung der Stadt- und Sozialgeschichte an der Bergischen Universität. Er widmete sich besonders der Geschichtsdidaktik, der Stadt- und der Hansegeschichte.

## Schriften (Auswahl)
- Die Entwicklung Emdens in der zweiten Hälfte des 16. Jahrhunderts, Hamburg 1967 (Dissertation).
- Die mittelalterliche Stadt und die Hanse in den Schulgeschichtsbüchern der letzten hundert Jahre 1870–1970, Henn, Kastellaun 1976, ISBN 3-450-01907-4 (Habilitationsschrift).
- Hrsg. mit Heinrich Küppers und Volkmar Wittmütz: Die Bergischen, „ein Volk von zugespitzer Reflexion“. Region, Schule, Mentalität. Festschrift für Karl-Hermann Beeck, Born, Wuppertal 1992, ISBN 3-87093-046-2.
- Hrsg. mit Heinrich Küppers und Volkmar Wittmütz: Kirche im Spannungsfeld von Staat und Gesellschaft. Festschrift für Günther van Norden, Rheinland-Verlag, Köln 1993, ISBN 3-7927-1406-X.